# Křynický potok
Křynický Potok – potok w Czechach w Sudetach Środkowych.
Potok wypływa w Broumovskich stěnach na wysokości 450–500 m n.p.m. płynie przez Křinice i wpływa do Ścinawki na południe od Broumova.